# Lista de trabalhos de Nuno Lacerda Lopes
Lista de alguns trabalhos destacados de arquitectura, design, cenografia, engenharia e urbanismo, realizados pelo arquitecto Nuno Lacerda Lopes e a sua equipa (CNLL). 

## Arquitectura
- 1989 a 1990 - Capelas mortuárias da Paróquia de Espinho: 4 capelas mortuárias, Espinho.

- 1991 a 1999 - Lar de Terceira Idade e Maternidade com bloco operatório, sala de partos, quartos e ampliação do lar com cozinha, refeitório e auditório, Espinho.

- 1995 a 2000 - Conjunto Habitacional da Quinta de Paramos, Habitação Social, 174 fogos, Espinho.

- 1995 a 2002 - Remodelação da Ex-Escola da Rua 23, com Junta de freguesia, auditório e salas de exposição, Espinho.

- 1988 a 2000 - Centro Multimeios de Espinho, com sala de cinema de grandes dimensões, planetário, observatório, salas de exposições, sala de infoteca, bar, loja e sala de conferências/formação, Espinho.[1][2] Fotografias

- 1990 a 2001 - Cerciespinho, novas instalações da escola de formação e das oficinas de formação e reabilitação profissional, centro de formação profissional: hotelaria, cantina, jardinagem, serralharia e carpintaria, sector administrativo, sector social, sector terapêutico/desportivo e centro de actividades ocupacionais, Anta, Espinho.

- 1998 a 2007 - FACE[3] - Fórum de Arte e Cultura de Espinho, requalificação e remodelação do quarteirão da antiga Fábrica Brandão Gomes & Cª, Espinho com auditório, sala de exposições, museu, salas de multimédia, salas de formação, espaços comerciais e parque de estacionamento coberto - Pólo Universitário da Universidade de Aveiro com Escola Superior de cinema de animação e multimédia, Espinho. Fotografias

- 1998 a 2003 - Teatro Nacional Carlos Alberto, Remodelação do auditório, biblioteca, café e camarins e bastidores para o Porto 2001, Porto. Fotografias

- 1998 a 2007 - Fórum Municipal – Centro Cívico de Carrazeda de Ansiães, com auditório, salas de exposições, posto de turismo, parque de estacionamento e auditório exterior, Carrazeda de Ansiães.

- 2001 - Plano de Pormenor de S. Lourenço para recuperação e revitalização de termas e aldeia termal com hotel, complexo habitacional turístico e arranjo urbanístico da zona envolvente, Carrazeda de Ansiães.

- 1997 a 2001 - Fábrica CIFIAL - Unidade Industrial n.º 6, Riomeão.

- 2004 a 2005 - Criação do Conceito das lojas VIVO Brasil (para 8.000 PDVs) e concepção da loja Morumbi, S. Paulo, Brasil.

- 2002 a 2007 - Edifícios V08, 2 Blocos de habitação colectiva e comércio para Teixeira Duarte com 2 caves e 9 pisos, Vila Nova de Gaia. Fotografias

- 2005 a 2007 - Habitação Fernando Escolar, com 3.600 m² de área, Redondo.

- 2006 a 2007 - Habitação DB - Castlenau House, remodelação, recuperação e restauro de uma habitação, 1.200 m², Londres.

- 2005 a 2009 - Habitação unifamiliar, com cave, r/c e um piso, área de construção 522 m2, Ceide, Vila Nova de Famalicão (obra concluída em 2009).

- 2007 a 2010 - Habitação unifamiliar, com cave, r/c e um piso, área de construção 1.223 m2, Valongo (obra concluída em 2010).

- 2008 - 2010 - Projeto de execução para Escola Básica de 1º ciclo com Jardim de Infância de Mouriz, com área de apoio ao ensino, área desportiva | polivalente, área de gestão e administração e área de refeições, área de Construção II.940 m2, Câmara Municipal de Paredes, Mouriz (obra concluída em 2010).

- 2008 - 2010 - Projeto de execução para Escola Básica de 1º ciclo com Jardim de Infância de Vilela, com área de gestão e administração e área de refeições, área desportiva | polivalente, área de Construção II.950 m2, Câmara Municipal de Paredes, Vilela (obra concluída em 2010).

- 2005 a 2011 - Projeto de execução para habitação unifamiliar, com cave e r/c, salas de jogos, sala de cinema, biblioteca, zonas de apoio e piscina, área de construção 715 m2, Dr. Braz Frade, Montemor-o-Novo (obra concluída em 2011).

- 2007 a 2011 - Habitação unifamiliar, cave, r/c e um piso, piscina, ginásio, área de construção 358 m2, Lamaçães, Braga.

- 2011 - Projeto de Execução para Centro de Interpretação Ambiental do Rio Vez (CIARV), com espaço de exposição permanente, temporária e multimédia; espaço de cinema imersivo; ateliês de formação e espaço Fab/Lab; Sala de Cinema 4D; espaço de divulgação, giftshop e Cafetaria. Área de intervenção 5.088 m2, Câmara Municipal dos Arcos de Valdevez, Arcos de Valdevez.

- 2011 - Estudo prévio as novas instalações da EGP-University of Porto Business School, com salas de aula, salas de trabalho em open space, anfiteatro principal com 280 lugares, dois anfiteatros de 120 lugares, 6 anfiteatros de 40 lugares, secretaria, espaço de estar, copa de alunos, cafetaria, restaurante, terraço exterior coberto e esplanada, EGP-University of Porto Business School, Matosinhos.

- 2008 - 2011 - Projeto de execução para remodelação e ampliação da Escola Básica de 1º ciclo com Jardim de Infância de Paredes, com área de apoio ao ensino, área desportiva polivalente, área de gestão e administração e área de refeições, área de Construção II.591 m2, Câmara Municipal de Paredes, Paredes (obra concluída em 2011).

- 2008 - 2011 - Projeto de execução para Escola Básica de 1º ciclo com Jardim de Infância de Gandra, com área de apoio ao ensino, área desportiva | polivalente, área de gestão e administração e área de refeições, área de construção 3.420 m2, Câmara Municipal de Paredes, Gandra (obra concluída em 2011).

- 2008 - 2011 - Projeto de execução para Escola Básica de 1º ciclo com Jardim de Infância de Rebordosa, com área de apoio ao ensino, área desportiva | polivalente, área de gestão e administração e área de refeições, área de construção 3.220 m2, Câmara Municipal de Paredes, Rebordosa (obra concluída em 2011).

- 2009 - 2012 - Projeto de execução para Escola Básica de 1º ciclo com Jardim de Infância de Sobreira, com área de apoio ao ensino, de gestão e administração e área de refeições, área desportiva | polivalente, área de Construção II.950 m2, Sobreira (obra concluída em 2012).

- 2009 - 2012 - Projeto de execução para Escola Básica de 1º ciclo com Jardim de Infância de Cête, com área de apoio ao ensino, de gestão e administração e área de refeições, área desportiva | polivalente, área de Construção II.950 m2, Câmara Municipal de Paredes, Cête (obra concluída em 2012).

- 2008 - 2012 - Projeto de execução para Escola Básica de 1º ciclo com Jardim de Infância de Duas Igrejas, com área de apoio ao ensino, área desportiva | polivalente, área de gestão e administração e área de refeições, área de Construção II.980 m2, Câmara Municipal de Paredes, Duas Igrejas (obra concluída em 2012).

- 2009 - 2012 Projeto de execução para Escola EB 2/3 de Baltar, com núcleo de laboratório, ateliers, salas de artes, salas de aula de secundário, sala de pequenos grupos, área de apoio ao ensino, área desportiva | polivalente, área de gestão e administração e área de refeições, polivalente e recreio exterior coberto, área de construção 10.261 m2, Câmara Municipal de Paredes, Baltar (obra concluída em 2012).

- 2009 - 2012 Projeto de execução para Escola Básica de 1º ciclo com Jardim de Infância de Lordelo 1, com área de apoio ao ensino, área desportiva | polivalente, área de gestão e administração e área de refeições, área de construção 3.420 m2, Câmara Municipal de Paredes, Lordelo (obra concluída em 2012).

- 2009 - 2012 - Projeto de execução para Escola Básica de 1º ciclo com Jardim de Infância de Sobrosa, com área de apoio ao ensino, área desportiva | polivalente, área de gestão e administração e área de refeições, área de construção 3.420 m2, Câmara Municipal de Paredes, Sobrosa (obra concluída em 2012).

- 2008 - 2012 - Projeto de execução para Escola Básica de 1º ciclo com Jardim de Infância de Recarei, com área de apoio ao ensino, área desportiva, polivalente, área de gestão e administração e área de refeições, área de Construção II.650 m2, Câmara Municipal de Paredes, Recarei (obra concluída em 2012).

- 2010 a 2013 - Projeto de execução para Escola Básica de 1º ciclo com Jardim de Infância de Bitarães com área de gestão e administração e área de refeições, área desportiva | polivalente, área de Construção 11.950 m2, Câmara Municipal de Paredes, Bitarães (obra concluída em 2013).

- 2013 - Projeto de arquitetura de interiores e design e fornecimento de mobiliário para CITICA - Centro de Inovação Tecnológico Inovarural de Carrazeda de Ansiães, Câmara Municipal de Carrazeda, Carrazeda de Ansiães.

- 2009 - 2013 - Projeto de execução para Escola Básica de 1º ciclo com Jardim de Infância de Lordelo 2, com área de apoio ao ensino, área desportiva | polivalente, área de gestão e administração e área de refeições, área de Construção II.940 m2, Câmara Municipal de Paredes, Lordelo (obra concluída em 2013).

- 2014 - Edifícios destinados à habitação coletiva, composto por seis pisos, área de construção 4.305 m2 + 3.353 m2, DAG – Douro Atlantic Garden, V. N. Gaia.

- 2014 - Projeto de licenciamento para reconversão de um imóvel de escritórios e armazéns, com o objetivo de criar espaços comerciais e de serviços que sirvam primariamente os utentes regulares das principais linhas de Metro, área de construção de 5.329 m2, Inpuls – Imobilia, S. A., Ramalde, Porto.

- 2014 - Projeto de licenciamento para Hotel Rural com a classificação de três estrelas, com nove unidades de alojamento Hotel Rural “TerraTua”, área de construção de 953 m2, Papel Principal, S.A., Estoucado, Carrazeda de Ansiães.

- 2014 - Estudo prévio para projeto de unidade de produção Cudell Outdoor Solutions, Maia.

- 2010 a 2014 - Projeto de execução para Escola Básica de 1º ciclo com Jardim de Infância de Baltar, com área de apoio ao ensino, área desportiva | polivalente, área de gestão e administração e área de refeições, área de construção 3.220 m2, Câmara Municipal de Paredes, Baltar  (obra concluída em 2014).

- 2009 - ???? Projeto de execução para Escola Secundária do Marco de Canaveses, escola secundária para ensino básico, secundário regular e secundário profissional, prevista para 1800 alunos, com 63 salas de aula, biblioteca, auditório, zona administrativa, refeitório e espaços sociais, 2 polivalentes, laboratórios, área de formação profissional, área de expressão dramática e de fotografia, área de construção 17.095 m2, Parque Escolar, Marco de Canaveses, 1ª fase concluída (obra em construção).

## Cenografia
- 1990 - "Minetti – retrato de um artista quando velho" de Thomas Bernhard, com encenação de Ricardo Pais e representação de Ruy de Carvalho como Minetti, para o Teatro Nacional D. Maria II[4]. Fotografias

- 1991 - "Amor de Perdição" de Camilo Castelo Branco, opera contemporânea, com libreto de A. S. Ribeiro, música de António Emiliano, encenação de Ricardo Pais e luzes de O. Worm, para o Teatro Nacional de S. Carlos em Lisboa, e de La Monnaie em Bruxelas, no âmbito da EUROPÁLIA.[5]. Fotografias

- 1993 - "Mandrágora" de Maquiavel, para a Escola da Noite, com encenação de Ricardo Pais, figurinos de Jasmim Matos, luzes de O. Worm e música de Carlos Zingaro, em Coimbra[6]. Fotografias

- 1996 - "Onde Luz Não", para o Teatro Nacional de S. João, Porto[7].

- 1994 - "O Rosto da Máscara – Auto-Representação na Arte Portuguesa" exposição no centro de exposições do Centro Cultural de Belém.

- 1994 - "Amor” de Óscar Branco e Adelaide Ferreira, para o Casino da Póvoa do Varzim.

- 1996 - "O Grande Teatro do Mundo", de Calderón de la Barca, com encenação de Nuno Carinhas[8], para o Teatro Nacional de S. João, no Porto.

- 1996 - "Ilusões", com o mágico Luís de Matos, para a RTP. Fotografias

- 1999 - "Linha Curva Linha Turva" – Cenário para teatro, com a encenação Ricardo Pais, para o Teatro Nacional de S. João, no Porto. Fotografias

- 2000 - "Pas de cinq +1" – Percussão em cena, com a encenação de Miguel Bernard, para o Teatro Nacional de S. João, no Porto.

- 2000 - "O Boticário" – Cenário para ópera de Joseph haydin, com a encenação de Luísa Guimarães, para o Teatro Nacional de S. João, no Porto. Fotografias

- 2000 - "Duas Vozes" – Cenário para a RTP2, para o programa da Maria Elisa[9][10].

- 2001 - "Porto 2001" – Cenário para a abertura da Porto 2001, no Coliseu do Porto. Fotografias

- 2001 - "Luís de Matos ao Vivo" – com o mágico Luís de Matos para a RTP.

- 2001 - "Festival da Canção 2001" – Cenário para a RTP, no Europarque – S.M.Feira.

- 2002 - "45 anos da RTP e 100anos de Fernando Pessa" – Cenário para a RTP, no Coliseu de Lisboa.

- 2006 - "Luís de Matos 3D" – com o mágico Luís de Matos para a RTP.

- 2008 - "Luís de Matos Mistérios" – com o mágico Luís de Matos, realização de Daniel Strombeck, música de Pedro Vanenfurgo, para a RTP. Fotografias

- 2011 - "Sombras", com a encenação de Ricardo Pais, para o Teatro Nacional de S. João, Porto. Fotografias